# Ленино (Ибресинский район)
Ле́нино (чув. Ленин Поҫҫолкки) — посёлок в Ибресинском районе Чувашский Республики России. Расположен между сёлами Чувашские Тимяши и Хормалы. Население посёлка составляет около 77 человек. Количество домов — 22.

## История
В период Второй мировой войны вблизи посёлка располагался учебный аэродром, а жители помогали копать окопы, и выполнять другую работу в холодное время.
В советское время поселок имел животноводческую ферму, где разводили лошадей, овец, коров, свиней. Основная работа жителей села была связана со стрижкой овец, обслуживание фермерский помещений.

## Экономика
Жители поселка занимаются натуральным хозяйством. Разводят коров, курей, гусей, овец, кроликов. Также занимаются пчеловодством.